# الذنب اليهودي
الذنب اليهودي هو من المفترض بالذنب الذي يشعر به بعض اليهود. في الوقت الحالي، غالبًا ما يكون الذنب اليهودي مصدرًا للفكاهة اليهودية، ولكنه يؤدي أحيانًا إلى الكراهية الذاتية بين بعض اليهود.